# Charles-Victor Mauguin
Charles-Victor Mauguin (* 19. Juli 1878 in Provins, Frankreich; † 25. April 1958 in Villejuif, Frankreich) war ein französischer Physiker und Professor für Mineralogie. 

## Leben
Der Sohn eines Bäckers aus Provins wurde an der École Normale Supérieure in Paris unterrichtet. Aufgrund der Erkenntnisse von Pierre Curie von 1905 über die Symmetrie von physikalischen Phänomenen entwickelte er zusammen mit Carl Hermann eine symbolische Notierung der Kristallographie, die Hermann-Mauguin-Symbolik. Das Wissen, das er sich, unterstützt von Frédéric Wallerant (1858–1936), an der Sorbonne bei den Untersuchungen von Flüssigkristallen und durch die Erforschung der Diffraktion der Röntgenstrahlen durch Kristalle aneignete, kam ihm dabei zu Hilfe. 
Mauguin war auch der erste, der die Gruppe der Glimmerminerale mit Röntgenstrahlen untersuchte. Nachdem er Professor für Mineralogie in Bordeaux und Nancy war, kam er nach Wallerant 1933 als Professor an die Sorbonne und blieb es bis 1948.
Er ist einer der Gründer der International Union of Crystallography (IUCr). Seit 1937 war er Mitglied der Académie des sciences.